# Cathedral of The Isles

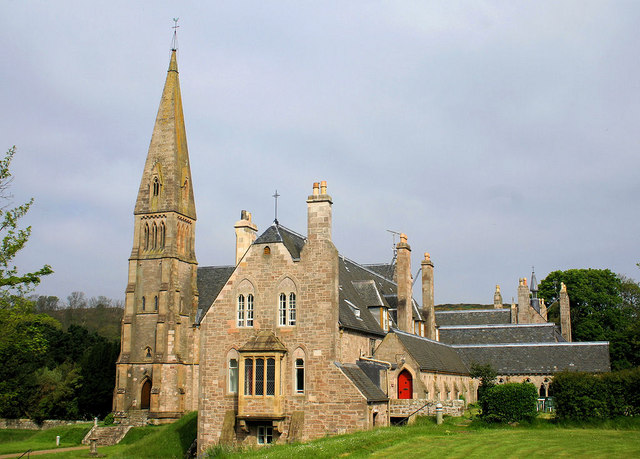
Cathedral of The Isles

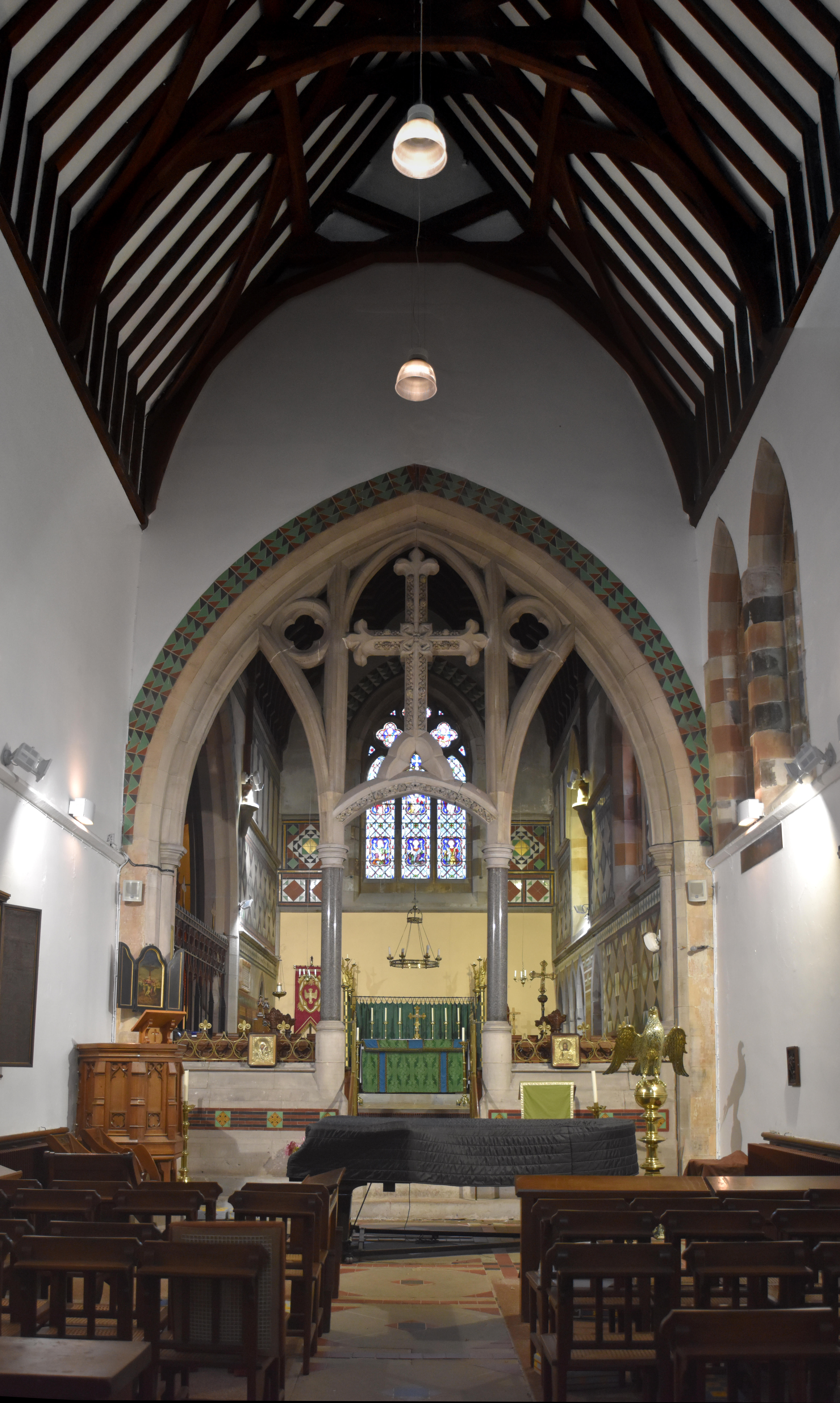
Innenraum

Die Cathedral of The Isles ist eine episkopalkirchliche Kathedrale in der schottischen Ortschaft Millport auf der Insel Great Cumbrae. Sie gehört der Scottish Episcopal Church an. 1971 wurde das Bauwerk in die schottischen Denkmallisten in der höchsten Denkmalkategorie A aufgenommen. Das komplexe Bauwerk mit angeschlossenem Priesterseminar liegt am nördlichen Ortsrand von Millport abseits der College Street. Neben der St John’s Cathedral ist sie eine von zwei Kathedralen innerhalb der Diözese.

## Geschichte
Der Bau des Kirchengebäudes nach einem Entwurf des Architekten William Butterfield wurde 1849 und begonnen und zwei Jahre später vorläufig abgeschlossen. Bis heute ist der Bau unvollendet. 1876 wurde das Gebäude konsekriert.